# Xanthopimpla regina
Xanthopimpla regina är en stekelart som beskrevs av Morley 1913. Xanthopimpla regina ingår i släktet Xanthopimpla och familjen brokparasitsteklar. Inga underarter finns listade i Catalogue of Life.